# 高利民
高利民（Rich Coleman，？—），加拿大政治人物，1996年至2020年間以卑詩自由黨黨員身份擔任卑詩省議會議員，先後代表蘭里堡—奧爾德格羅夫選區（1996年-2017年）和蘭里東選區（2017年-2020年）。他曾於自由黨執政期間在省長金寶爾和簡蕙芝內閣中擔任數項廳長職務，當中包括於2012年-17年間任職卑詩省副省長，並曾於2017年-18年間出任該黨臨時黨魁和卑詩省官方反對黨領袖。

## 背景
高利民於卑詩省內陸納爾遜出生，在家裏六名子女中排行第三，父母分別為公務員和英文教師。他於1957年隨家人移居彭蒂克頓，1971年從當地中學畢業。他與妻子米歇爾（Michele）育有兩名子女。從政前高利民曾任職加拿大皇家騎警警官，亦曾經營地產管理業務。

## 從政
他於1996年省選代表卑詩自由黨競逐蘭里堡—奧爾德格羅夫選區議席並告當選，首度晉身省議會，並於2001年、2005年、2009年和2013年省選在該選區連任。他在首屆省議員任期內出任在野自由黨的房屋評議員、林木副評議員和黨團黨鞭，亦任官方反對黨黨團罪案委員會成員。自由黨贏取2001年省選後上台執政，高利民獲省長金寶爾任命為公共安全及法務廳長。
高利民於2005年省選連任後調任林木及放牧場廳長，並兼任專責房屋廳長。任內他於2007年1月允許從溫哥華島西南岸三個樹木農場牌照中調撥面積達28,283公頃（69,890英畝）的土地予西部林木產品公司；他的兄長在此項決定公布前八個月出任該公司的策略規劃經理。在外界關注下，維多利亞大學環境法律中心向卑詩省審核總長要求就此展開調查。審核總長於2008年7月發表報告， 當中譴責高利民允許此項決定。
他於2008年6月調任房屋及社會發展廳長，2009年4月起則兼任公共安全及法務廳長，接替請辭的范棟勤，直至於同年6月繼任為止。期間他於2009年4月指示解散皇家騎警的聯合非法賭博執行小組；該小組於同年1月報告指有組織罪案牽涉省內合法及非法賭博活動。他稱該小組「並不奏效」而將之解散。金寶爾於2010年10月調動內閣，高利民再度出任公共安全及法務廳長。
金寶爾因合併銷售税風波而請辭後，高利民被視為熱門繼任人選之一，但他於2010年12月1日宣布不會競選自由黨黨魁，並於黨魁選舉中支持馮宜幹。簡蕙芝最終當選黨魁，並於2011年3月就任省長後委派高利民出任能源及礦務廳長和專責房屋廳長。他從2012年9月起兼任卑詩省副省長，接替請辭的馮宜幹，內閣職銜則改稱能源、礦務及天然氣廳長。2013年省選他連任省議員，後則出任新設的天然氣發展廳長，並繼續兼任副省長。
他於2017年省選在新設的蘭里東選區連任省議員，然而自由黨只贏取省議會87個議席中的43席，無法繼續以多數政府姿態執政。在此懸峙議會局面下，簡蕙芝於同年6月組閣，高利民留任副省長，並兼任能源及礦務廳長。持有41席的新民主黨與持有3席的綠黨達成合作協議，並於同年6月29日在省議會向自由黨政府提出不信任動議。動議以44-42票通過，自由黨遂失去執政權，高利民的副省長和廳長任期亦隨著新民主黨少數政府於同年7月就任而終結。
簡蕙芝辭任自由黨黨魁後，高利民表示無意競逐該職，並於2017年8月4日出任該黨臨時黨魁和卑詩省官方反對黨領袖，直至韋勤信於2018年2月當選黨魁為止。他於2020年2月宣布不會在下屆省選競逐連任，同年10月省議員任期屆滿時卸任。
他於2022年卑詩省地方選舉中代表提升蘭里黨（Elevate Langley）競選蘭里區長官，得票第三高而告落選。

## 外部連結
- （英文）卑詩省議會網站 高利民議員簡介 （页面存档备份，存于）